# Christine Mos
Christine Mos (De Wijk, 14 juli 1972) is een Nederlands voormalig wielrenster. In 2003 behaalde Mos een tweede plaats op het Nederlands kampioenschap wielrennen op de weg. Daarnaast wist ze enkele koersen in binnen- en buitenland te winnen.

## Belangrijkste resultaten
2000
- 3e in 1e etappe Ster van Zeeland

2001
- 3e in Haak Voorjaarsrace
- 3e in Flevotour

2002
- 1e in Haak Voorjaarsrace
- 1e in Maartensdijk
- 1e in Omloop van de Alblasserwaard
- 2e in 2e etappe RaboSter Zeeuwsche Eilanden

2003
- 3e in 1e etappe GP Boekel
- 3e in 2e etappe GP Boekel
- 3e in Haak Voorjaarsrace
- 1e in Maartensdijk
- 2e in Omloop van de Alblasserwaard
- 2e in 3e etappe deel b RaboSter Zeeuwsche Eilanden
- Nederlands Kampioenschap op de weg
- 1e in Roden

2004
- 2e in Flevotour
- 2e in Theo Koomen Plaquette
- 3e in 3e etappe deel b RaboSter Zeeuwsche Eilanden

2005
- 2e in 2e etappe GP Boekel
- 3e in Parel van de Veluwe
- 1e in Profronde van Surhuisterveen

2006
- 1e in Usquert

2007
- 1e in Oostduinkerke
- 1e in Köln - Schuld - Frechen
- 1e in Made
- 3e in Ronde rond het Ronostrand
- 1e in Gouden Pijl Emmen